# 横浜市主要地方道84号保土ヶ谷宮元線
横浜市主要地方道84号保土ヶ谷宮元線（よこはまししゅようちほうどう84ごう ほどがやみやもとせん）は、横浜市保土ケ谷区岩井町（国道1号）から南区通町一丁目（神奈川県道21号横浜鎌倉線）に至る主要地方道に指定されている政令指定都市の市道（横浜市道）である。通称、環状1号線と言われている。

## 通過する自治体
- 横浜市（保土ケ谷区、南区）

## 経路および交差道路等
- Google マップ

- 国道1号（保土ヶ谷橋交差点） - 起点
- 首都高速神奈川3号狩場線（永田出入口）
- 京急本線（井土ヶ谷駅・立体交差）

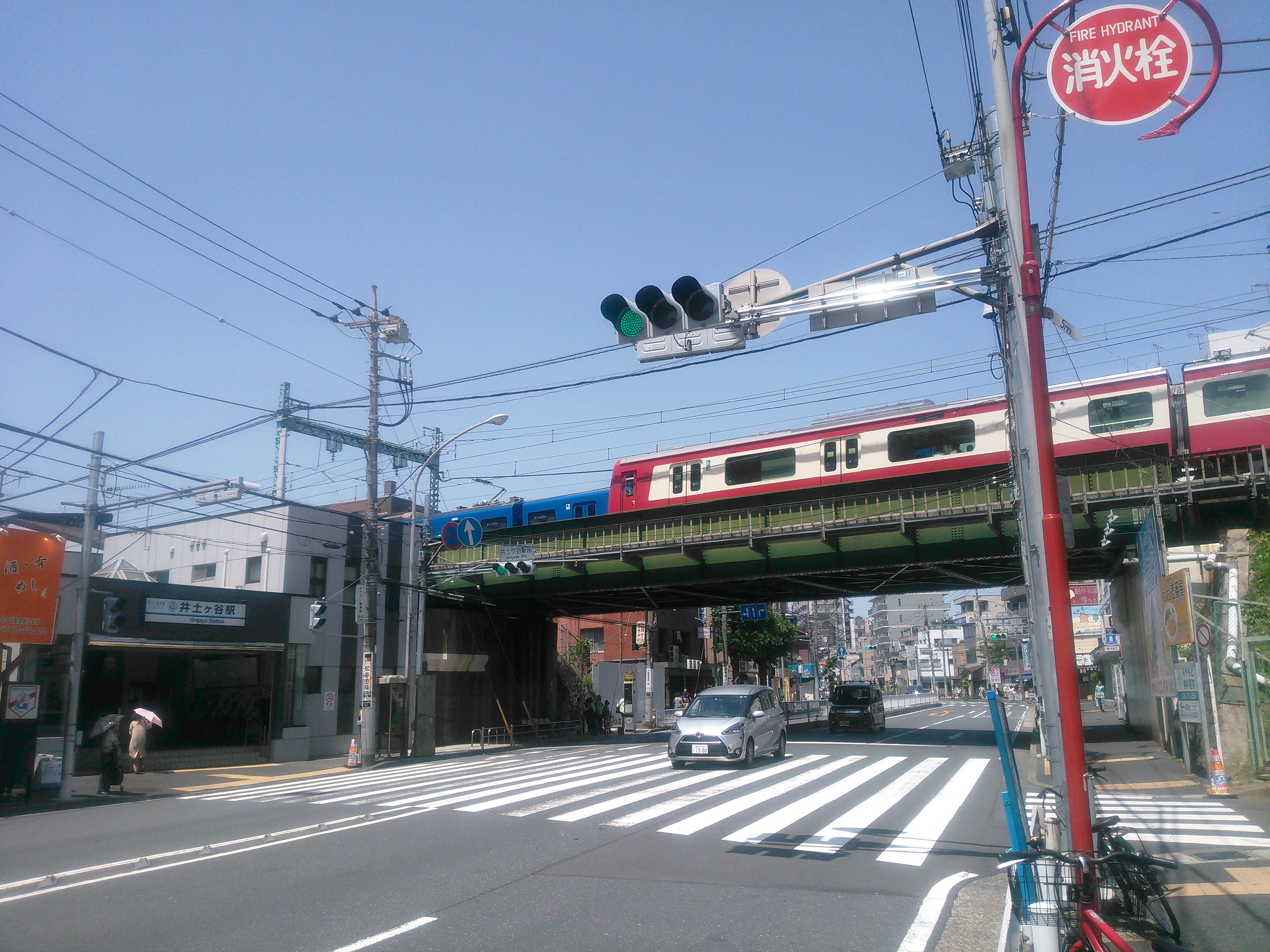
井土ヶ谷駅前

- 神奈川県道218号弥生台桜木町線（平戸桜木道路・井土ヶ谷交差点）
- 大岡川（鶴巻橋）
- 神奈川県道21号横浜鎌倉線（通町一丁目交差点） - 終点

## 別名
- 環状1号線